# Argentinisch-portugiesische Beziehungen
Die argentinisch-portugiesischen Beziehungen beschreiben das zwischenstaatliche Verhältnis zwischen Argentinien und Portugal. Die Länder unterhalten seit der argentinischen Unabhängigkeit 1821 diplomatische Beziehungen.
Berührungspunkte der bilateralen Beziehungen sind heute die wachsenden Handelsbeziehungen und die gemeinsame Arbeit in internationalen Gremien wie dem Iberoamerika-Gipfel, der Lateinischen Union, der Welthandelsorganisation oder den Verhandlungen zwischen Mercosur und der EU. Seit 2018 hat Argentinien zudem Beobachterstatus in der Gemeinschaft der Portugiesischsprachigen Länder.
Auch die historische portugiesische Einwanderung ist zu nennen. Die portugiesische Gemeinde in Argentinien ist jedoch rückläufig. Im Jahr 2012 waren nur noch 6.800 portugiesische Staatsbürger in den dortigen Konsulaten gemeldet, nachdem sich bis 1950 etwa 32.000 Portugiesen in Argentinien angesiedelt hatten. Heute haben viele Nachkommen portugiesischer Einwanderer zudem die argentinische Staatsbürgerschaft und sind nicht mehr in den Konsulaten Portugals gemeldet.

## Geschichte
Der Portugiese Aleixo Garcia gehörte zur Expedition des zuvor für Portugal segelnden Juan Díaz de Solís, die 1516 vermutlich als erst zweite Europäer den Río de la Plata entdeckten. Zuvor sollen 1512/1513 die Portugiesen Estevão Fróis und João de Lisboa als erste Europäer den Fluss entdeckt haben.
Trotz des portugiesisch-spanischen Vertrages von Tordesillas (1494) suchten eine Vielzahl portugiesischer Händler, Handwerker, Söldner und Künstler ihr Glück auch in Spanien zugeschlagenen Gebieten Südamerikas, so auch in Argentinien, das zudem an die portugiesische Kolonie Brasilien grenzte. Insbesondere in der Region des Río de la Plata sind Spuren portugiesischer Handwerker zu finden, etwa der Schreiner Fernão Peres der ab etwa 1530 bei einer Vielzahl Kirchenbauten in der Region wirkte. Besonders im 17. Jahrhundert waren eine Reihe portugiesischer Silberschmiede tätig, allein in Buenos Aires etwa Rodrigo Ferreira (1603), Bernardo Pereira (1623), Francisco Costa (1635), Manuel de Seixas (1636) und António Ribeiro (1640), in Tucumán machten um 1599 besonders die aus Tavira stammenden Garcia Serrano und Manuel Serrano von sich reden.

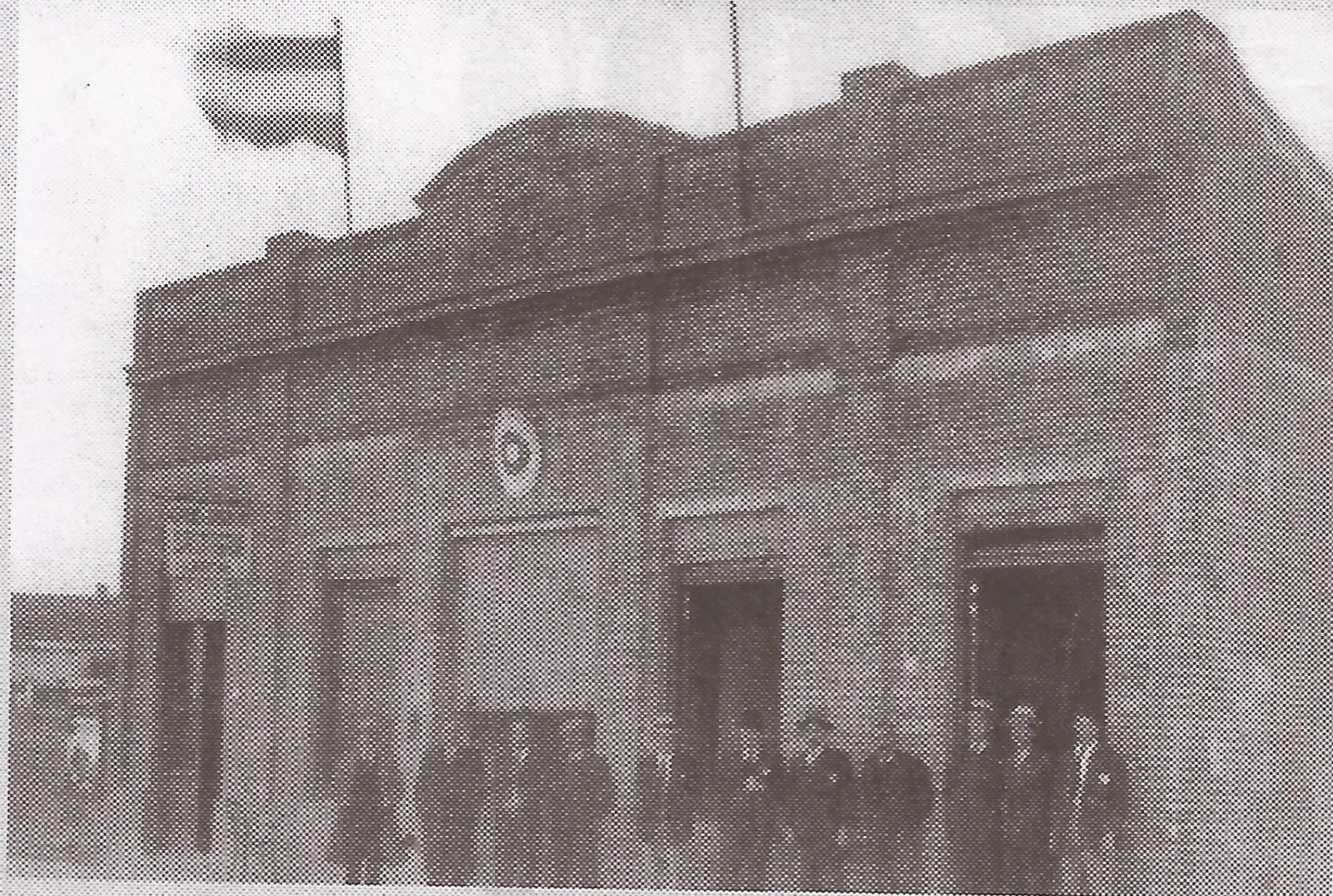
Vereinssitz portugiesischer Einwanderer, Comodoro Rivadavia 1923

1680 ließ Portugals König D. Pedro II. die Siedlung Colônia do Sacramento (span. Colonia del Sacramento) errichten, zur Verteidigung Brasiliens am Río de la Plata. Nachdem Sacramento mehrmals wechselnd mit Waffengewalt oder vertraglich den Besitzer wechselte, eroberte das noch nicht unabhängige Argentinien 1811 die Ortschaft, die 1817 dann wieder portugiesisch wurde. Von 1822 bis 1828 gehörte sie dann wieder zu Brasilien, das inzwischen unabhängig geworden war. Mit der Unabhängigkeit Uruguays 1828 verlor Argentinien schließlich auch Sacramento endgültig.
Die in Rio de Janeiro residierende portugiesische Regierung erkannte am 16. April 1821 die Unabhängigkeit Argentiniens an.
Am 23. Oktober 1910 erkannte Argentinien die zwei Wochen zuvor ausgerufene Portugiesische Republik an.
Etwa um 1910 begann sich eine Gemeinde portugiesischer Einwanderer in der Hauptstadt Buenos Aires zu bilden, meist ehemalige Seeleute und kleine Geschäftsleute. Die Seeleute arbeiteten häufig im Schiffsverkehr über den Río de la Plata und danach auch in den Trolleybussen als Fahrer. Bereits 1918 gründete sich der erste Verein portugiesischer Einwanderer in Buenos Aires, der bis heute bestehende Club Portugués. Die portugiesische Einwanderung nach Argentinien nahm mit zunehmender Wirtschaftskrise in Portugal in den 1920er Jahren und nach dem rechten Militärputsch unter Gomes da Costa 1926 weiter zu und erreichte bis 1950 vermutlich ihren Höhepunkt. Politisch blieben die Beziehungen beider Länder überwiegend gut, aber wenig intensiv.
Seit dem Ende der portugiesischen Estado Novo-Diktatur 1974 und der argentinischen Militärdiktatur 1983 näherten sich beide Länder dann stetig einander an, insbesondere seit den regelmäßigen Iberoamerika-Gipfeln (seit 1991) und dem Assoziierungsabkommen zwischen dem Mercosur und der EU (1995)

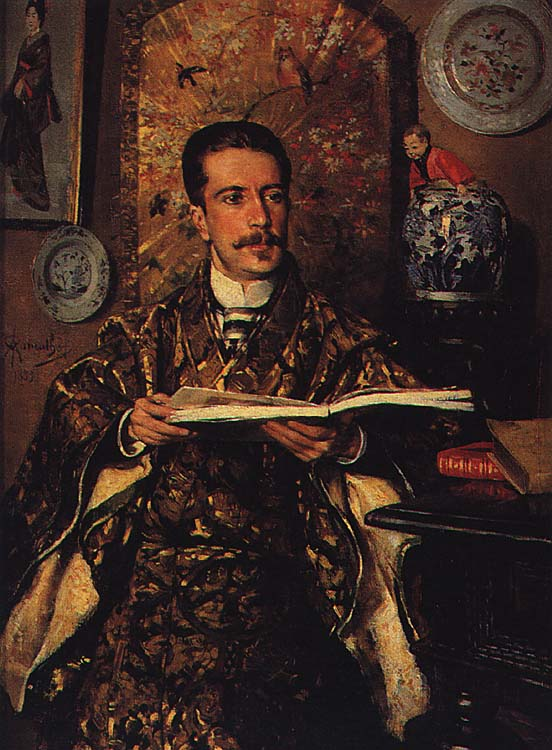
Der portugiesische Schriftsteller Abel Botelho, von 1912 bis 1917 Botschafter Portugals in Argentinien

Auf der 12. Konferenz der Gemeinschaft der Portugiesischsprachigen Länder in Kap Verde am 17. und 18. Juli 2018 erhielt Argentinien den Status eines Beobachters.

## Diplomatie
Argentiniens Vertretungen in Portugal
Die Botschaft Argentiniens in Portugal befindet sich in der Hauptstadt Lissabon, in der Avenida João Crisóstomo Nr. 8. Der Amtsbezirk umfasst neben Portugal auch Kap Verde.
Argentinische Konsulate in Portugal bestehen darüber hinaus nicht.
Portugals Vertretungen in Argentinien
Als erster ständiger Botschafter Portugals in Argentinien akkreditierte sich am 28. Juli 1821 João Manuel de Figueiredo. Die Botschaft residiert in der Maipú Nr. 942 in der argentinischen Hauptstadt Buenos Aires.
Portugiesische Honorarkonsulate bestehen in Comodoro Rivadavia, Córdoba, Mendoza und Rosário.

## Bilaterale Abkommen
Die Republik Argentinien und die Republik Portugal haben eine Reihe Abkommen zur Zusammenarbeit in den verschiedensten Bereichen abgeschlossen, darunter verschiedene Handelsabkommen, Investitionsschutzabkommen, Rechtshilfeabkommen und Kulturabkommen.
Seit der ibero-amerikanischen Sozialversicherungskonvention vom 10. November 2007 (port.: Convenção Multilateral Ibero-Americana de Segurança Social de 10 de novembro de 2007) besteht zwischen Argentinien und Portugal ein Sozialversicherungsabkommen.

## Partnerstädte
Die erste argentinisch-portugiesische Städtepartnerschaft gingen 1992 die beiden Hauptstädte Buenos Aires und Lissabon mit einem Kooperationsabkommen ein. Seither sind zwei weitere Partnerschaften begründet oder angebahnt worden (Stand 2015).

## Wirtschaft
Die portugiesische Außenhandelskammer AICEP unterhält ein Büro an der portugiesischen Botschaft in Buenos Aires. In der argentinischen Hauptstadt Buenos Aires besteht die argentinisch-portugiesische Handelskammer Câmara Argentina Portuguesa de Comércio.
Im Jahr 2016 exportierte Portugal Waren und Dienstleistungen im Wert von 111,3 Mio. Euro nach Argentinien (2015: 114,9 Mio.; 2014: 63,5 Mio.; 2013: 58,9 Mio.; 2012: 62,1 Mio.). Unter den Waren waren 41,6 % Kraftstoffe, 19,5 % Holz und Kork, 13,1 % Maschinen und Geräte und 6,5 % Textilien.
Im gleichen Zeitraum lieferte Argentinien Waren im Wert von 106,5 Mio. Euro an Portugal (2015: 47,0 Mio.; 2014: 64,0 Mio.; 2013: 71,9 Mio.; 2012: 89,6 Mio.). Von den Waren waren 59,8 % landwirtschaftliche Erzeugnisse, 32,5 % Lebensmittel, 2,4 % Leder und Häute und 2,1 % chemisch-pharmazeutische Produkte.
Damit stand Argentinien für den portugiesischen Außenhandel mit Waren im Jahr 2015 an 48. Stelle als Abnehmer und an 49. Stelle als Lieferant. Im argentinischen Außenhandel mit Waren stand Portugal damit an 75. Stelle unter den Abnehmern und an 39. Stelle unter den Lieferanten.
Die Rücküberweisungen der portugiesischen Gemeinde in Argentinien nach Portugal beliefen sich im Jahr 2015 auf 0,89 Mio. Euro (2014: 0,91 Mio.; 2010: 1,02 Mio.; 2001: 0,23 Mio.), wobei diese auch vom Wechselkurs des Argentinischen Peso zum Euro abhängen. Umgekehrt wurden im gleichen Zeitraum 1,03 Mio. Euro aus Portugal nach Argentinien überwiesen (2014: 0,76 Mio.; 2010: 0,54 Mio.; 2001: 0,05 Mio.).
Mit 15,2 Mio. Euro Hotel- und Gastronomieeinnahmen im Jahr 2016 (2015: 9,4 Mio.; 2014: 6,4 Mio.; 2013: 4,8 Mio.; 2012: 2,3 Mio.) standen argentinische Touristen für 0,12 % des portugiesischen Fremdenverkehrs.

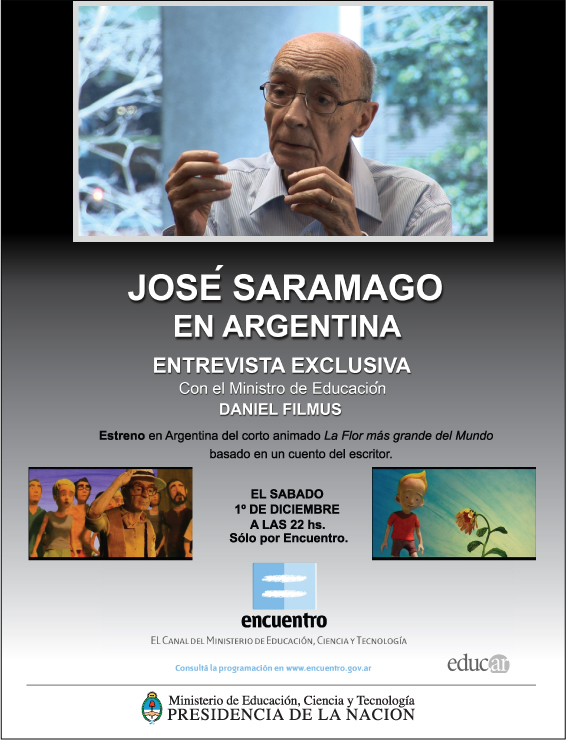
Plakat für ein Podiumsgespräch zwischen dem portugiesischen Autor Saramago und dem argentinischen Bildungsminister Filmus anlässlich einer Saramago-Verfilmung (2008)

## Kultur
Das portugiesische Kulturinstitut Instituto Camões ist u. a. mit einem Sprachzentrum und einem Lektorat an der staatlichen Hochschule Instituto de Enseñanza Superior en Lenguas Vivas "Juan Ramon Fernandez" in Buenos Aires vertreten.
Die Familie des argentinischen Schriftstellers Jorge Luis Borges (1899–1986) stammte ursprünglich aus der portugiesischen Region Trás-os-Montes. Borges war vertraut mit dem Werk portugiesischer Autoren, insbesondere dem Fernando Pessoas und des Eça de Queirós. Borges gehört zu den bekanntestes argentinischen Autoren in Portugal, während José Saramago heute als meistgelesener portugiesischer Autor in Argentinien gelten kann, zusammen mit Fernando Pessoa.
Der portugiesische Autor António Lobo Antunes veröffentlichte 1994 mit Der Tod des Carlos Gardel einen Roman, in dem der Sänger Carlos Gardel eine Rolle spielt. Das Werk wurde 2012 zudem von der portugiesisch-schwedischen Regisseurin Solveig Nordlund verfilmt. Gardel gilt als eine der wichtigsten Persönlichkeiten in der Geschichte des argentinischen Tangos und genießt auch in Portugal einige Bekanntheit.

## Sport
Männerfußball
Die Argentinische Fußballnationalmannschaft und die Portugiesische Nationalelf haben bisher achtmal gegeneinander gespielt (Stand Januar 2017). Erstmals trafen sie beim Freundschaftsspiel am 1. April 1928 im Lissabonner Estádio do Lumiar aufeinander und trennten sich torlos 0:0. Dies war zugleich das erste Spiel der Argentinier gegen eine europäische Mannschaft und das erste Spiel der Portugiesen gegen eine südamerikanische Mannschaft. Seither gewann Argentinien fünf und Portugal zwei Partien gegeneinander.
An der Fußball-Weltmeisterschaft 1978 in Argentinien nahm Portugal nicht teil.
Argentinische Spieler treten häufig auch in portugiesischen Clubs an, etwa Nicolás Gaitán, der einige Jahre für Benfica Lissabon spielte, Hugo Ibarra, der beim FC Porto spielte, Manuel Hidalgo, der in Benficas U19-Team spielte, oder Nationalspieler Agustín Marchesín, der 2019 ebenfalls beim FC Porto anheuerte. Nationalspieler Rodrigo Battaglia lief für mehrere portugiesische Teams auf, darunter von 2017 bis 2022 für Sporting Lissabon, wo er 2018 und 2019 den Ligapokal gewann. Der heutige argentinische Trainer Ricardo Lunari spielte im Jahr 2000 beim SC Farense. Auch zahlreiche andere Argentinier, wie Favio Márquez, Enzo Gutiérrez u. a., spielten bei portugiesischen Vereinen.
Frauenfußball
Die Argentinische und die Portugiesische Frauen-Nationalmannschaft trafen bisher noch nicht aufeinander (Stand Juli 2023).
Beim portugiesischen Algarve-Cup waren die Argentinierinnen bislang noch nicht vertreten (Stand 2023).
Die argentinische Nationalstürmerin Mariana Larroquette unterschrieb 2022 beim portugiesischen Klub Sporting Lissabon.

## Galerie

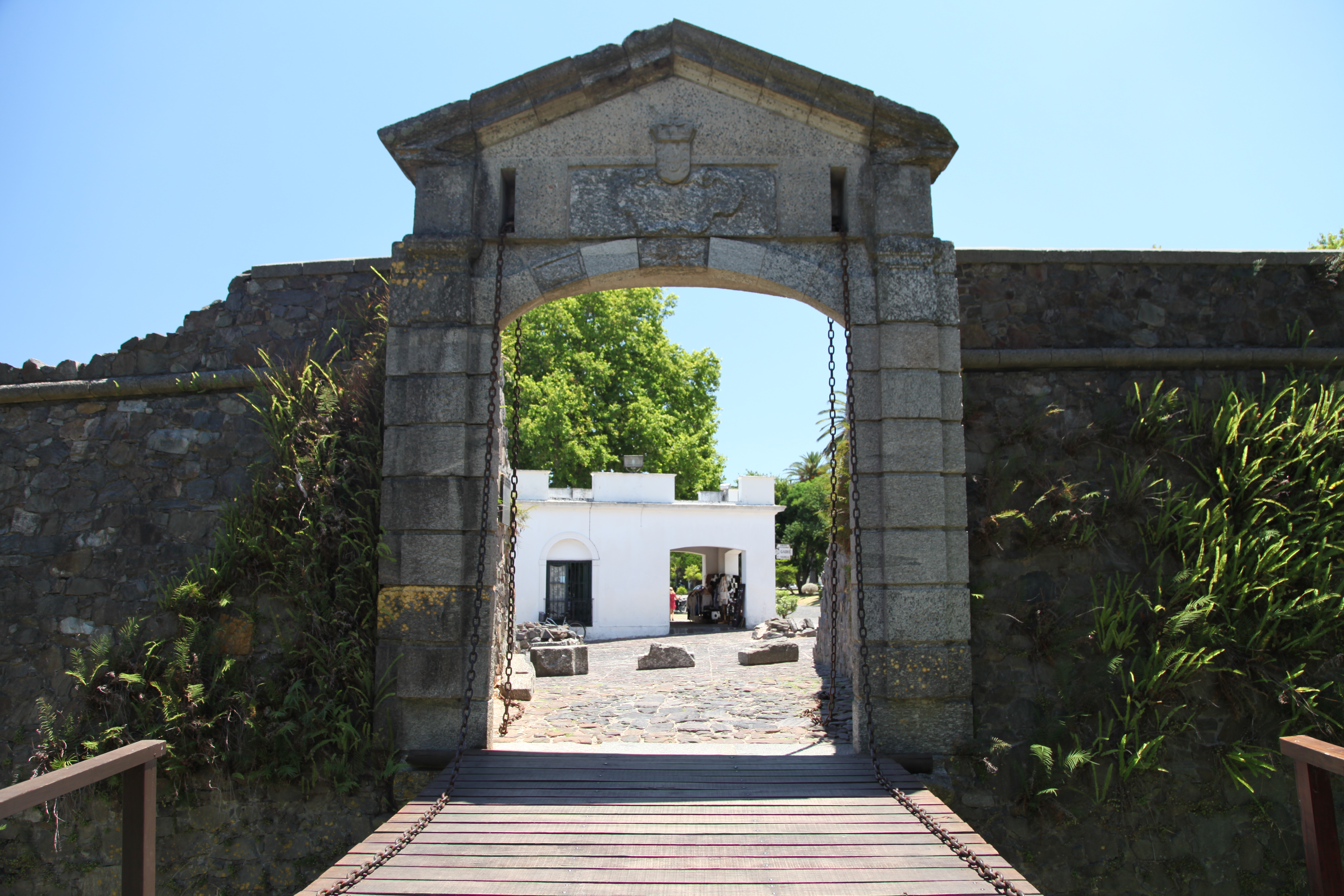
Haupttor der Stadtmauer von Colonia del Sacramento, einer von Argentinien eroberten portugiesischen Ortschaft, heute weder argentinisch noch portugiesisch
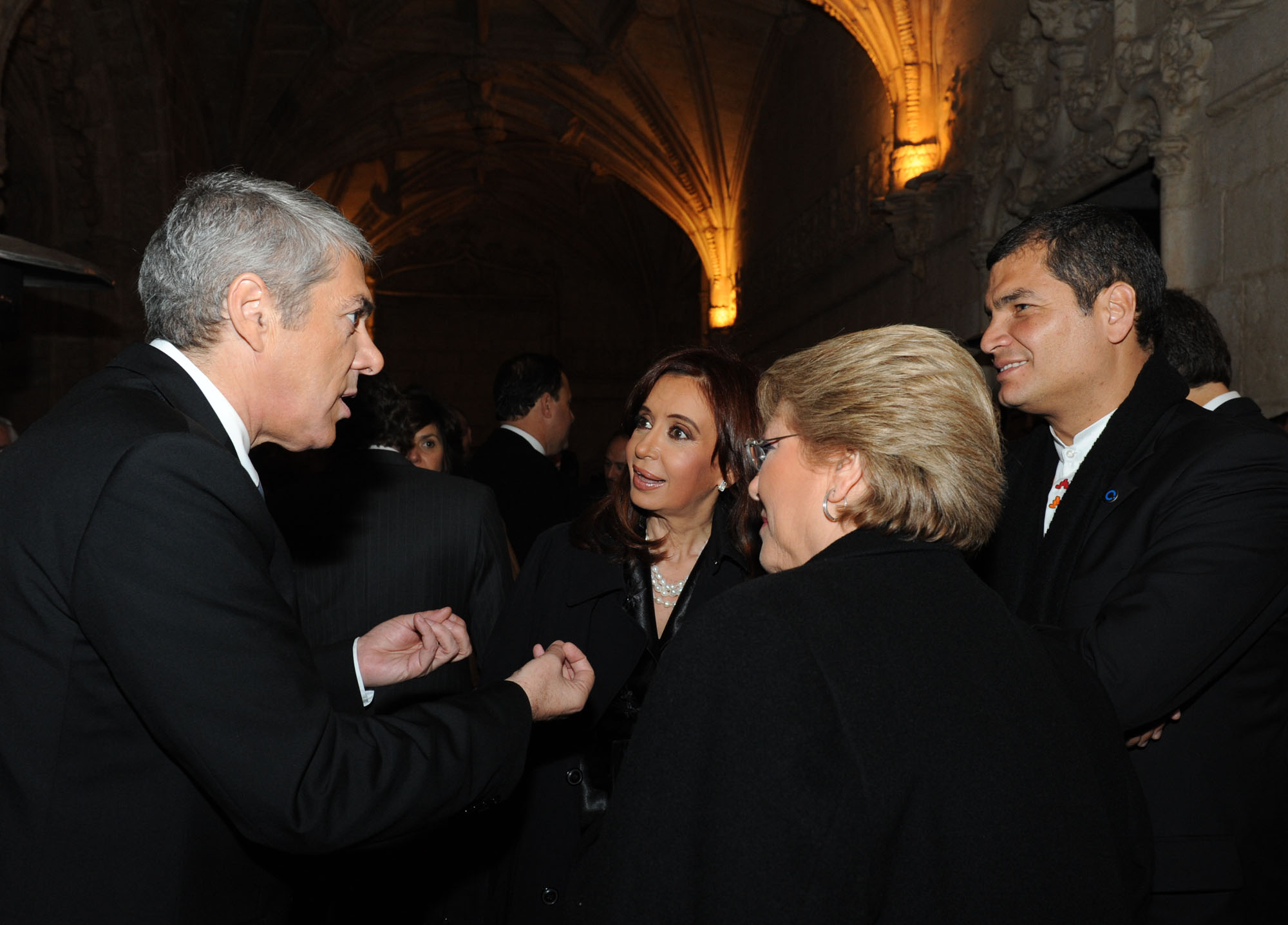
Portugals Ministerpräsident Sócrates (links) mit Argentiniens Präsidentin Kirchner (Mitte-links) u. a., Iberoamerika-Gipfel in Portugal (2009)
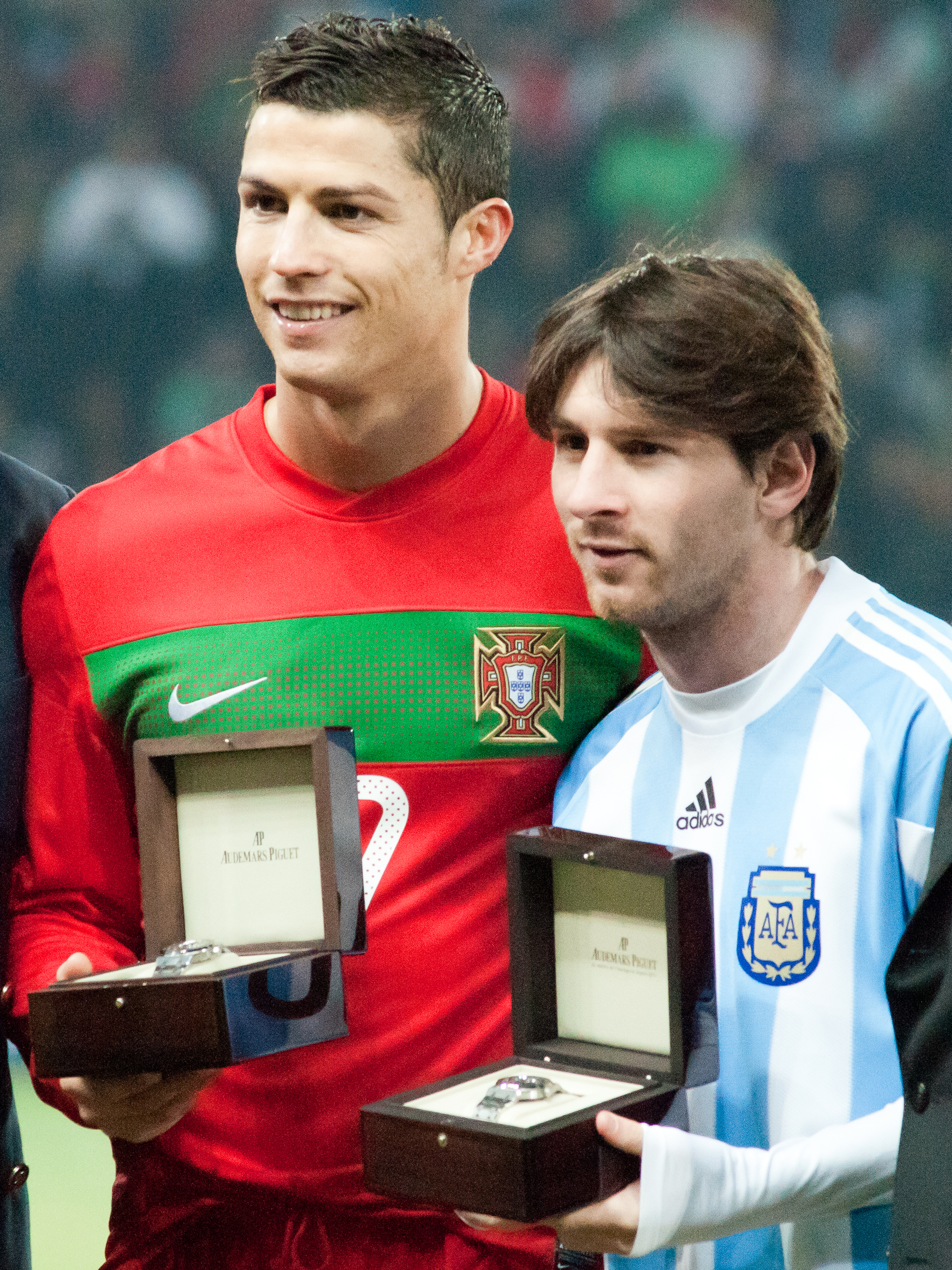
Cristiano Ronaldo und Lionel Messi mit ihren Auszeichnungen vor dem Spiel Portugal-Argentinien am 9. Februar 2011
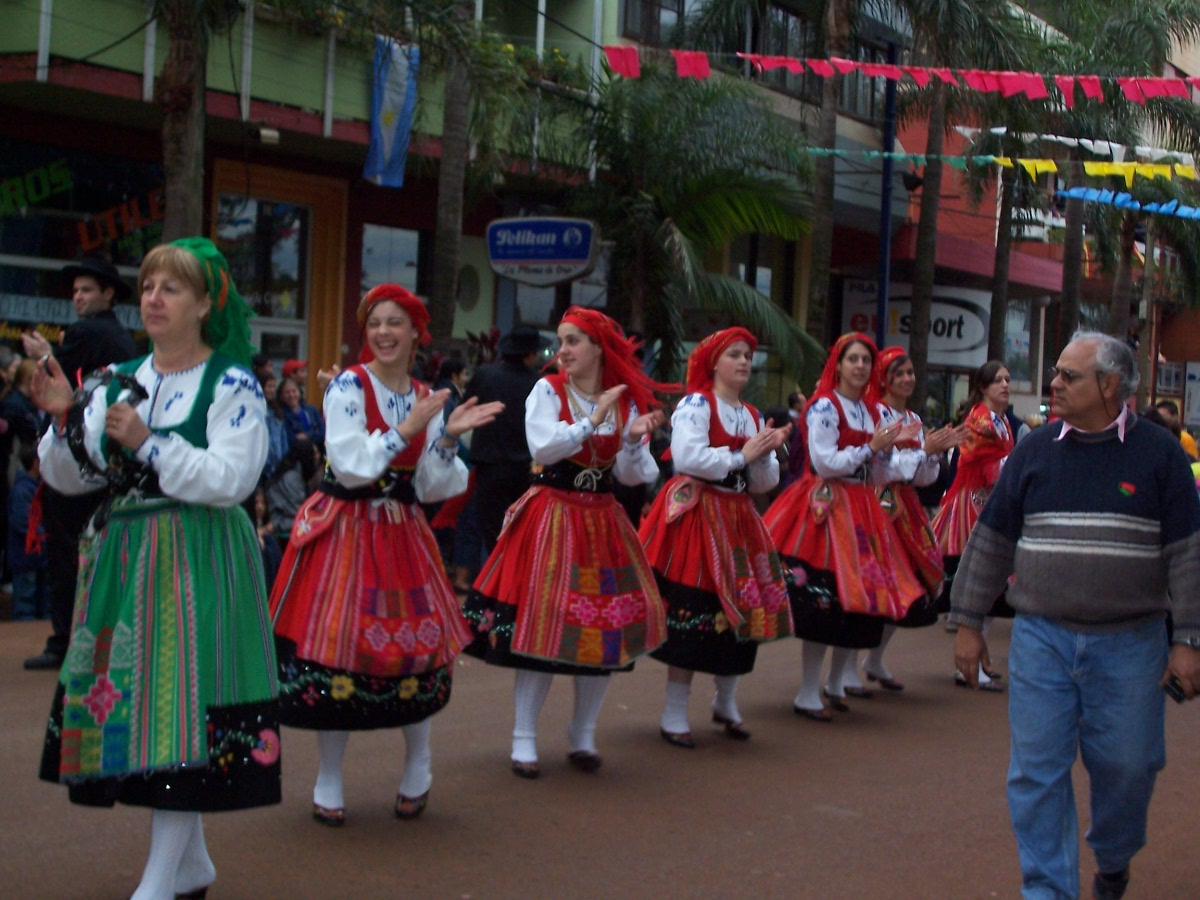
Portugiesische Volkstanzgruppe in Oberá im Nordosten Argentiniens (2005)
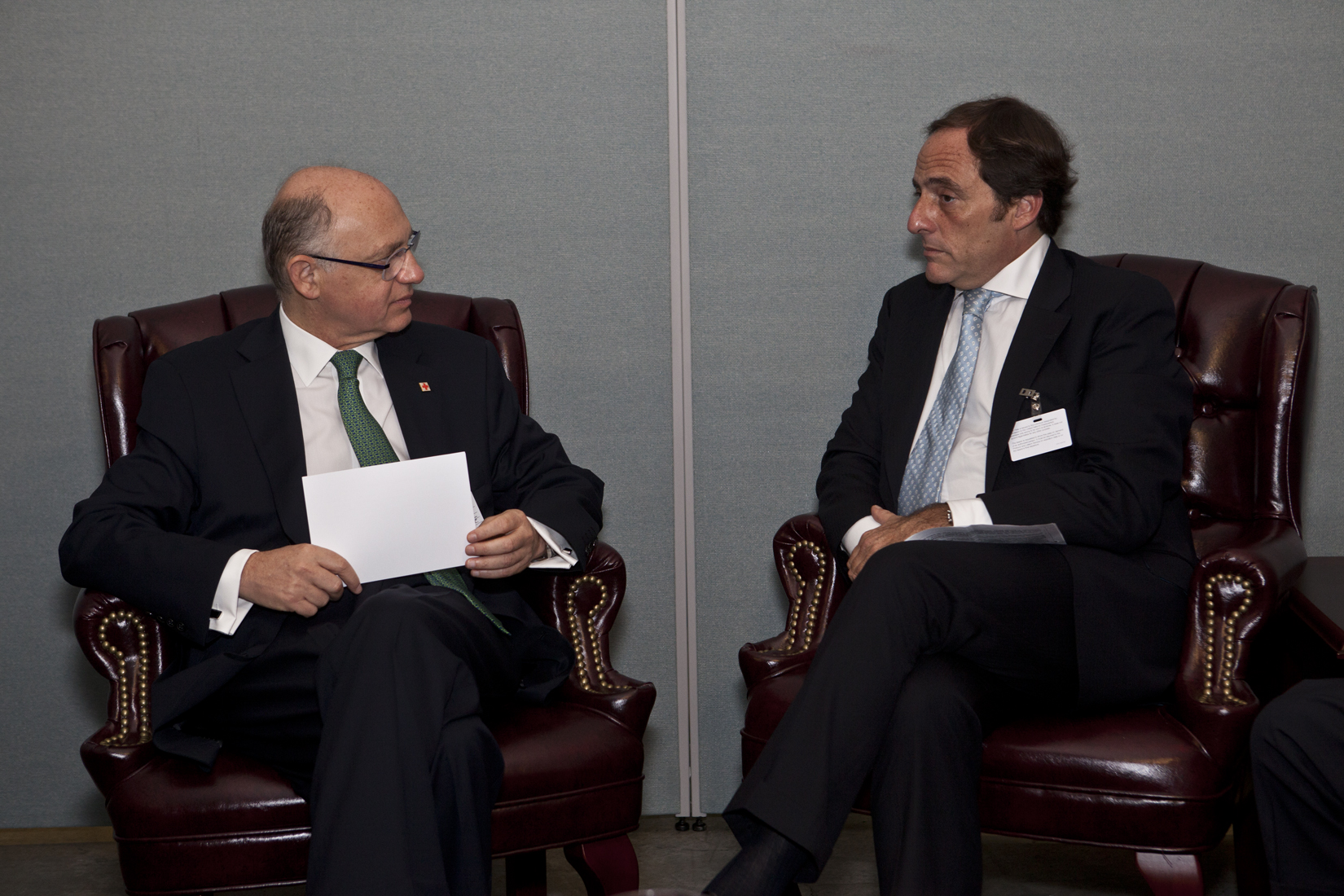
Der argentinische Außenminister Timerman und sein portugiesischer Amtskollege Portas (2011)
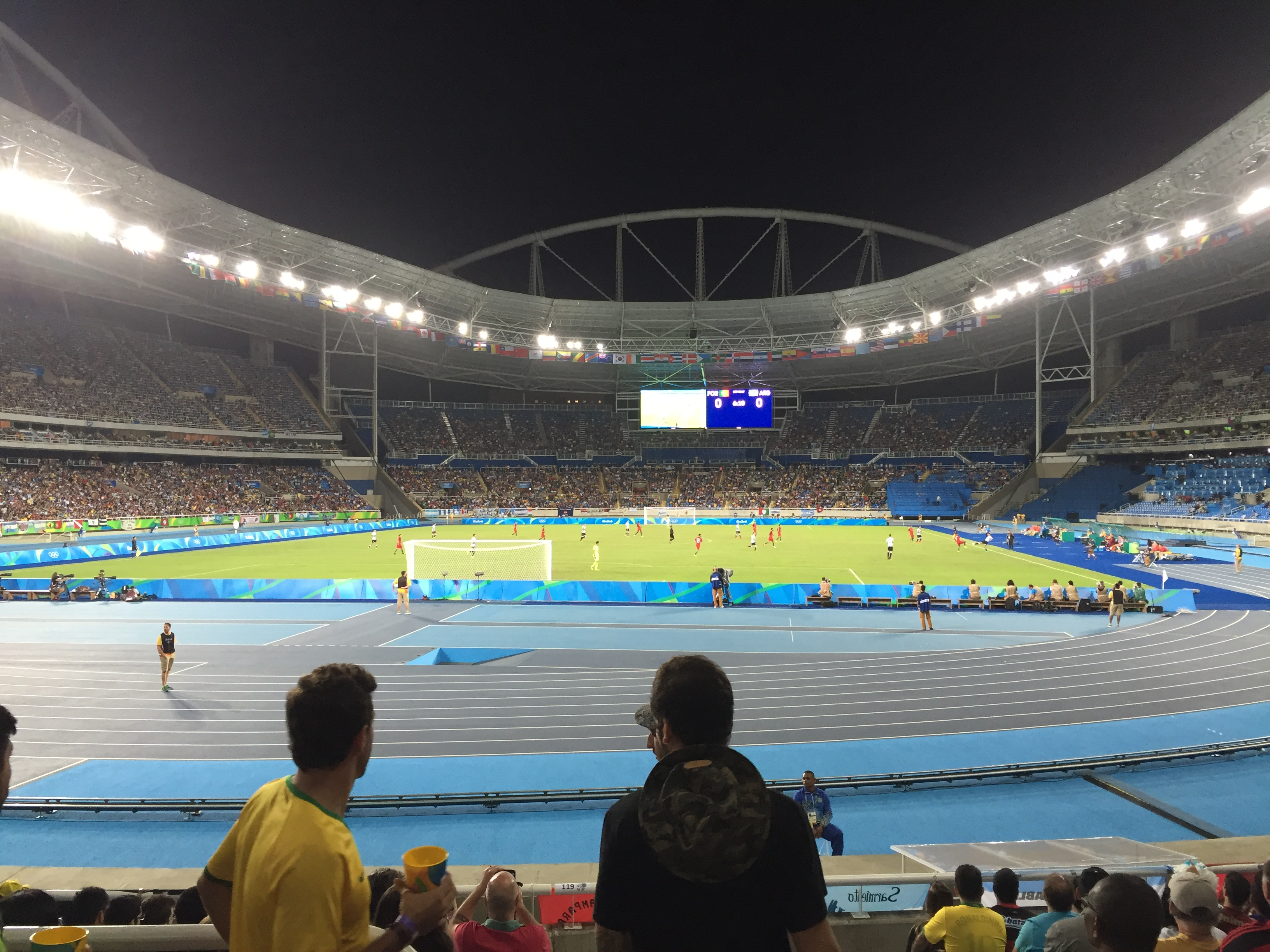
Portugal-Argentinien am 8. August 2016 bei Olympia 2016 in Rio de Janeiro
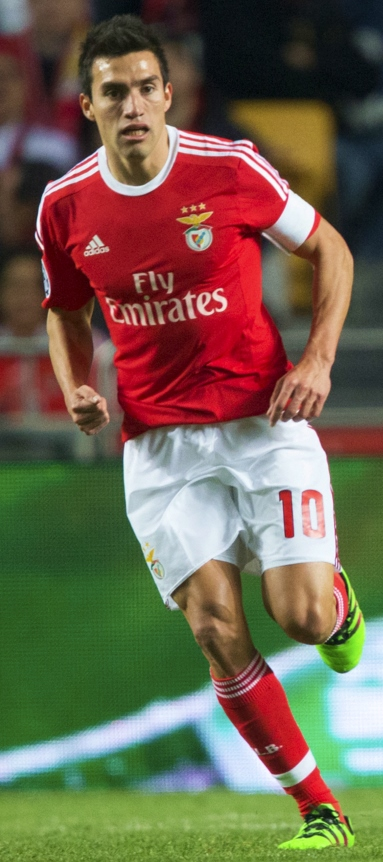
Nicolás Gaitán im Trikot von Benfica Lissabon (Februar 2016)